# Eutrotonotus catalai
Eutrotonotus catalai är en fjärilsart som beskrevs av Sergius G. Kiriakoff 1969. Eutrotonotus catalai ingår i släktet Eutrotonotus och familjen tandspinnare. Inga underarter finns listade i Catalogue of Life.